# وحدات (البحرية)

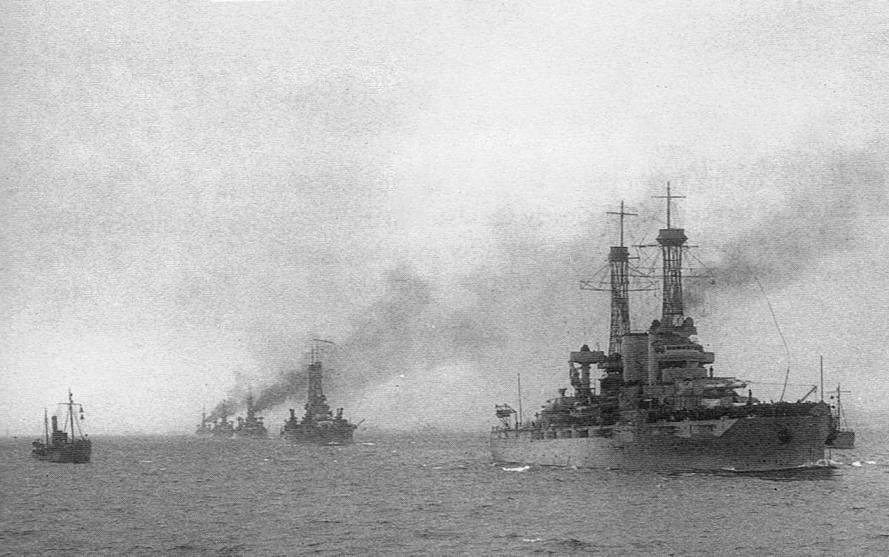

في البحرية الوحدة أو الشعبة أو التشكيل هو قسيم فرعي للسرب أو الأسطول. يمكن أن يكون أيضًا قسم فرعي للاسطول البحري.